# Karlo Bartolec
Karlo Bartolec, né le 20 avril 1994, est un footballeur international croate évoluant actuellement au poste de latéral droit au NK Osijek.

## Biographie

### En club
Karlo Bartolec commence à jouer au football au Lokomotiva Zagreb, avant de rejoindre le centre de formation du Dinamo Zagreb.
En février 2014, à l'âge de 19 ans, il signe son premier contrat professionnel avec son premier club, le Lokomotiva Zagreb. Son temps de jeu est alors assez équilibré, l'entraîneur le faisant tourner avec Toni Gorupec.
Fin août 2016, moins d'une semaine avec la fin du mercato estival 2016, il est transféré au club danois du FC Nordsjaelland contre la somme de 600 000 €.
Fin 2017, à la suite des rumeurs concernant le départ de Léo Dubois du FC Nantes, Bartolec est annoncé comme l'une des possibles futures recrues du club pensionnaire de Ligue 1.

### En sélection
Alors qu'il se trouve au centre de formation du Dinamo Zagreb, Bartolec est appelé plusieurs fois pour jouer sous les couleurs de la sélection nationale des moins de 19 ans.
L'année suivante, peu avant sa signature au Lokomotiva Zagreb, il est convoqué avec les espoirs.
Il effectue sa première sélection en équipe nationale le 15 octobre 2018 lors d'un match amical contre la Jordanie (victoire 2 buts à 1).